# Рачок Олександр Степанович
Олекса́ндр Степа́нович Рачо́к (нар. 24 січня 1962, Мотовилівка, СРСР) — радянський та український військовик, генерал-майор, начальник Центрального територіального управління Національної гвардії України. Лицар ордена Богдана Хмельницького III ступеня.

## Життєпис
Олександр Рачок народився у Мотовилівці, що на Житомирщині. У 1983 році закінчив Одеське вище артилерійське командне училище імені М. В. Фрунзе. Служив на посадах командира взводу, командира протитанкової батареї, начальника розвідки штабу ракетних військ і артилерії, командира артилерійського дивізіону, начальника артилерії, першого заступника начальника штабу.
У 2002 році закінчив Національну академію оборони України.
З 2005 по 2012 рік обіймав посаду начальника Навчального центру Внутрішніх військ МВС України в Золочеві.
У 2012 році був призначений начальником правління Західного територіального командування ВВ МВС України, але у серпні того ж року Рачок обійняв посаду начальника управління Центрального ТрК ВВ МВС України, що навесні 2014 року стало структурним підрозділом Національної гвардії.
20 грудня 2012 року Олександру Рачку було присвоєно звання генерал-майора.

## Нагороди
- Орден Данила Галицького» (28 вересня 2022) — за особисту мужність і самовідданість, виявлені у захисті державного суверенітету та територіальної цілісності України, вірність військовій присязі, сумлінне та бездоганне виконання службового обов’язку[3]
- Орден Богдана Хмельницького III ст. (24 березня 2009) — за вагомий особистий внесок у зміцнення законності та правопорядку, зразкове виконання військового і службового обов'язку щодо захисту конституційних прав і свобод громадян та з нагоди Дня внутрішніх військ МВС України[4]
- Медаль «За бездоганну службу» III ст. (24 березня 2006) — за вагомий особистий внесок у зміцнення законності та правопорядку, зразкове виконання військового і службового обов'язку у захисті конституційних прав і свобод громадян[5]
- Медаль «70 років Збройних Сил СРСР»
- Медаль «За бездоганну службу» III ст. (СРСР)